# Материали по изучаванието на Македония
„Материали по изучаванието на Македония“ е географско съчинение от Гьорче Петров, издадено през 1896 година в София в печатницата на Атанас Вълков.
В книгата са описани по-важните планини, реки и пътища в Македония, както и голяма част от различните райони на областта и тяхното население. Многократно авторът потвърждава българския характер на славянското население в Македония.
След написването на книгата Гьорче Петров се ползва с голямо доверие от страна на Рачо Петров, военен министър на България в периода 1894-1896 година, който предлага стипендия на Петров да следва картография в Западна Европа.